# Tuchollaplatz
Der Tuchollaplatz ist ein Ende des 19. Jahrhunderts angelegter Platz in Berlin inmitten der engen Bebauung der Victoriastadt im Ortsteil Rummelsburg des Bezirks Lichtenberg. Er ist dreieckig ausgebildet und mit einigen älteren Laubbäumen bestanden.

## Geschichte

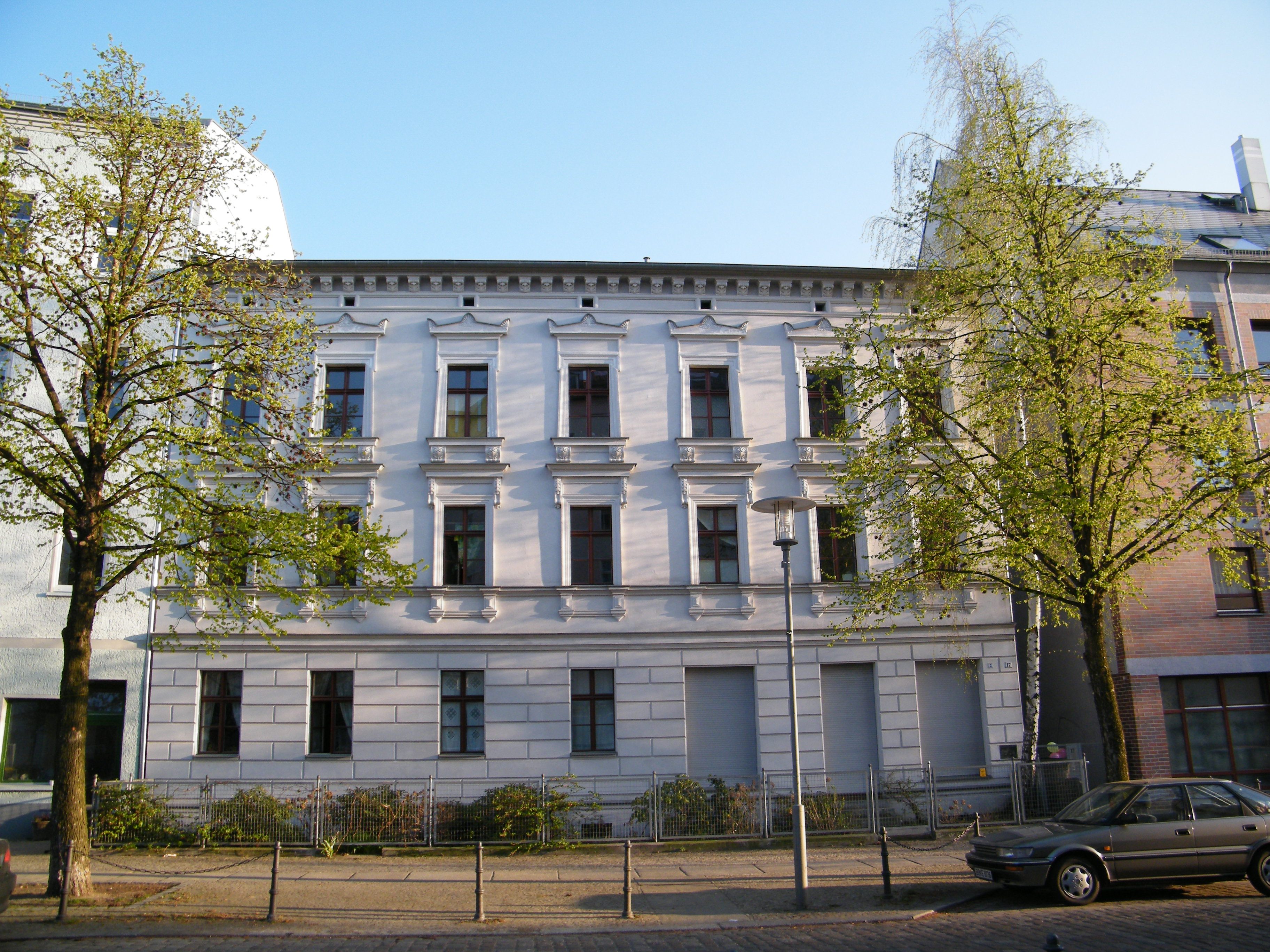
Denkmalgeschütztes Betonhaus Türrschmidtstraße 17 auf der Südwestseite des Platzes

Nach 1870 begann die Berliner Cementbau AG mit dem Bau einer „Colonie“ weit vor den Toren Berlins, um die Wohnungsnot der Berliner Arbeiter zu lindern. Die ersten Häuser entstanden im Jahr 1872. Die Siedlung erhielt den Namen Victoriastadt, womit die damalige britische Königin Victoria geehrt wurde. Der zentrale Platz der Victoriastadt wurde Victoriaplatz genannt. Er diente schon zeitig zur Abhaltung von Wochenmärkten und war deshalb nicht als Schmuckplatz geplant.
Die ursprünglichen Wohnhäuser der Victoriastadt wurden aus Betonschlacke errichtet, damals ein innovatives Verfahren. Sie stießen jedoch auf Kritik, auch wegen des ungesunden Raumklimas. Die meisten dieser Bauten wurden abgerissen und durch höhere Wohnbauten ersetzt. Eins der wenigen erhalten Betonhäuser steht an der Südwestspitze des Platzes (Türrschmidtstraße 17) und ist denkmalgeschützt.

Victoriastadt im Jahr 1889. Der Victoriaplatz (im Dreieck Mozart-, Türrschmidt- und Huberstraße) war noch nicht als solcher ausgewiesen und mit Ausnahme des Betonhauses auf der Südwestseite noch unbebaut.

 Die Adresse Victoriaplatz tauchte erstmals 1893 in den Adressbüchern auf, die Häuser Mozartstraße 1, 2 und 3 (heute Geusenstraße 16, 14 und 12) und in der Türrschmidtstraße auf der Südseite des Platzes waren 1890/1891 als Baustellen vermerkt.
Im Jahr 1889 kam die Victoriastadt zur neugegründeten Gemeinde Boxhagen-Rummelsburg. Die Bebauung des Victoriaplatzes setzte in der ersten Hälfte der 1890er Jahre ein.
Anfang des 20. Jahrhunderts wurde die südlich der Bebauung des Platzes führende Ostbahnstrecke hochgelegt. In diesem Zusammenhang wurde die fehlende Wegeverbindung vom Platz zur Prinz-Albert-Straße (heute: Nöldnerstraße) mit der Erlöserkirche kritisiert. Die Gemeinde erwarb daraufhin die Grundstücke Türrschmidtstraße 24, 25 und 26 an der Südostseite des Platzes. Dort erbaute die Gemeinde ihr Rathaus, das eine Durchfahrt unter den Bahngleisen zur Prinz-Albert-Straße erhielt. Es wurde bis zur Eingemeindung von Boxhagen-Rummelsburg nach Lichtenberg als Rathaus genutzt und später Stadthaus genannt. Seit 1907 führte eine Straßenbahn über den Platz.
Im Zweiten Weltkrieg wurden die Häuser an der Südostseite des Platzes und der angrenzenden Türrschmidtstraße von Bomben getroffen. Das Stadthaus wurde schwer beschädigt und in veränderter Form wieder aufgebaut. Auf der Fläche der zerstörten Häuser auf der Ostseite der Stadthausstraße entstand eine Grünfläche. Das Stadthaus beherbergt heute das Heimatmuseum des Bezirkes Lichtenberg.
Als nach dem Zweiten Weltkrieg Straßen- und Platznamen mit Bezug auf Monarchien unerwünscht waren, erhielt der Platz im Jahr 1951 seinen neuen Namen nach den von den Nationalsozialisten ermordeten Widerstandskämpfern Käthe und Felix Tucholla, die in der nahegelegenen Kaskelstraße wohnten.

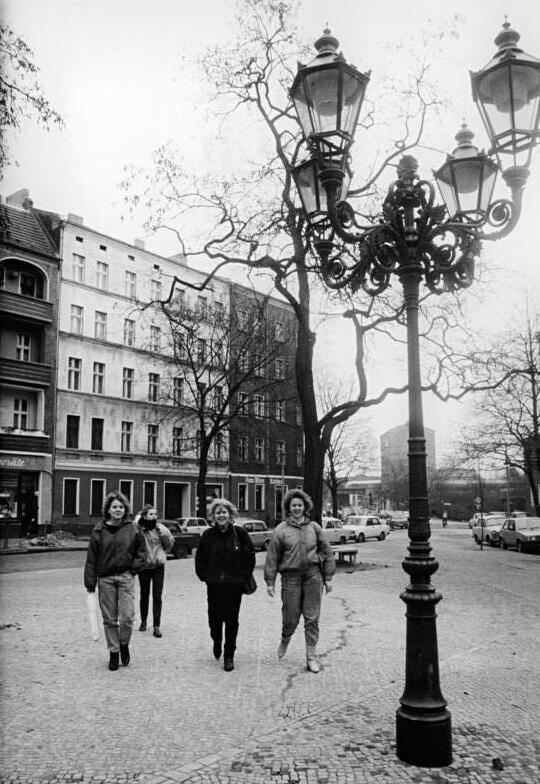
Tuchollaplatz, 1989

Im Laufe der Jahrzehnte erfuhr der Platz mehrfache Umgestaltungen, vom Jahr 1982 bis zur friedlichen Revolution 1989 hatte der Ost-Berliner Magistrat die Platzfläche und angrenzende Straßenzüge wie die Pfarrstraße oder die Kernhofer Straße komplex instand gesetzt. Weitere Straßen und Bauwerkserneuerungen folgten nach 1990.
Die Verwaltung des damaligen Bezirks Lichtenberg hatte in Abstimmung mit dem Bezirk Hohenschönhausen um das Jahr 2000 einen Gestaltungswettbewerb ausgeschrieben, den die Landschaftsarchitektinnen Kerstin Laube und Regina Poly gewannen. Nach ihrem Konzept wurden die vorhandenen Pflanzen und historischen Kandelaber zu einem kleinen, besser strukturierten Ruheort zusammengefasst, die den Platz im Norden begrenzende Straße verkehrlich abgetrennt. Die Umgestaltung unter Beachtung des Denkmalschutzes und ausgeführt von der Firma Verkehrsbau Union (Niederlassung Straßen- und Tiefbau) aus Marzahn (siehe Infotafel zum Baugeschehen auf dem Tuchollaplatz), kostete 1,8 Millionen Mark.

## Beschreibung
Der dreieckige Platz weist eine Fläche von etwa 1150 Quadratmetern auf. Nur ein schmaler Streifen rund um den Platz ist mit Büschen bepflanzt, die Platzfläche selbst ist mit Kleinpflaster und Granitplatten belegt. An allen drei Innenbereichen, konkret an den Wurzeleinfassungen der Robinien, sind ältere, neu gestrichene Holzbänke zum Verweilen aufgestellt. Bei den letzten Umgestaltungen zu Beginn des 21. Jahrhunderts erfolgte eine von den Planern so bezeichnete „leichte Höhenentwicklung und Akzentuierung der Nordecke“, das heißt, die Platzfläche ist waagerechter als zuvor, dafür sind an den tiefer gelegenen Stellen schräg eingeschnittene Stufen aus hellem Granit eingebracht worden. Außerdem wurden Straßenbäume entlang der Türrschmidtstraße nachgepflanzt und Granit-Straßenkanten teilweise erneuert. Das Toilettenhäuschen musste einem eigens für diesen Standort gebauten Kiosk weichen.

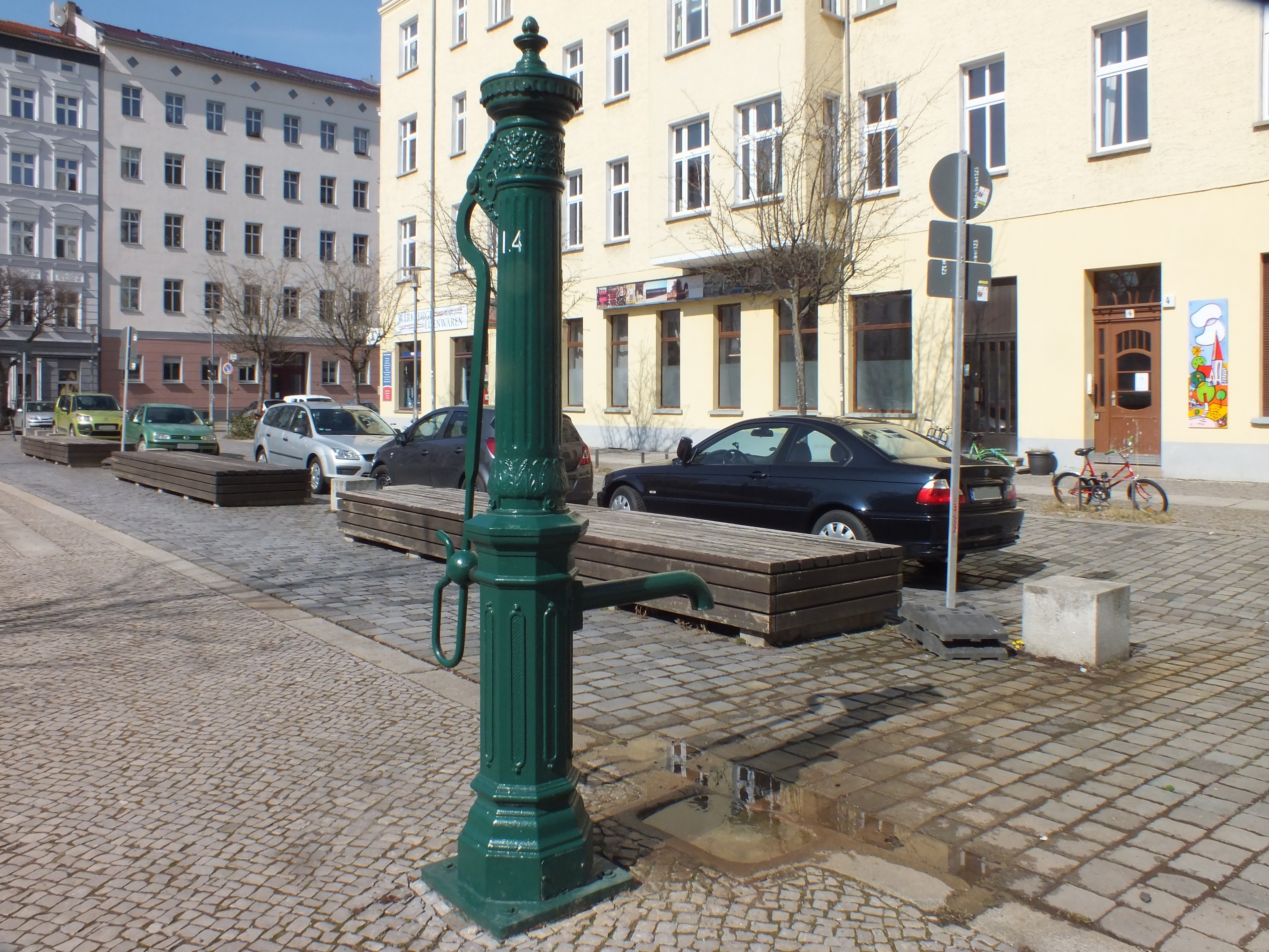
Notwasserpumpe (L 4) auf dem Tuchollaplatz

Die gusseisernen Kandelaber auf dem Platz sind Nachgüsse nach historischen Vorlagen und wurden bereits zu DDR-Zeiten aufgestellt. Erwähnenswert sind darüber hinaus ein an einer Ecke des Platzes erhaltener Linienverzweiger, der einen kleinen Einblick in die Anfänge der Telefonanlagen des 20. Jahrhunderts in den Wohngebieten gestattet, sowie eine Notwasserpumpe an der Nordseite, die aus dem Jahr 1920 stammt. Sie wird über einen Handschwengel bedient und fördert über ein eigenes Rohrsystem Grundwasser.
Mindestens einmal wöchentlich findet auf dem Platz ein Wochenmarkt statt. Außerdem gibt es in unregelmäßigen Abständen in Abstimmung mit umliegenden Kultureinrichtungen wie dem Heimatmuseum Lichtenberg und der Alten Schmiede auf dem Platz ein Kiezfest mit Kunsthandwerkermarkt.
An der Nordseite des Platzes verläuft von der Geusenstraße aus eine kleine Erschließungsstraße. Nur die hier vorhandenen Wohnmiethäuser haben die Adresse Tuchollaplatz, die Südseite gehört zur Türrschmidt- und die Westseite zur Geusenstraße. Die Straße an der Nordseite des Platzes wurde bei den Umgestaltungen um das Jahr 2000 durch Steinquader von der Türrschmidtstraße abgetrennt.
Die nächstgelegene S-Bahn-Station ist der Bahnhof Nöldnerplatz.